# William Helmick
William Helmick (* 6. September 1817 bei Canton, Ohio; † 31. März 1888 in Washington, D.C.) war ein US-amerikanischer Politiker. Zwischen 1859 und 1861 vertrat er den Bundesstaat Ohio im US-Repräsentantenhaus.

## Werdegang
William Helmick besuchte die öffentlichen Schulen seiner Heimat. Nach einem anschließenden Jurastudium und seiner 1845 erfolgten Zulassung als Rechtsanwalt begann er in New Philadelphia in Ohio in diesem Beruf zu arbeiten. Im Jahr 1851 war er Staatsanwalt im Tuscarawas County. Politisch schloss er sich der 1854 gegründeten Republikanischen Partei an.
Bei den Kongresswahlen des Jahres 1858 wurde Helmick im 15. Wahlbezirk von Ohio in das US-Repräsentantenhaus in Washington gewählt, wo er am 4. März 1859 die Nachfolge des Demokraten Joseph Burns antrat. Da er im Jahr 1860 nicht bestätigt wurde, konnte er bis zum 3. März 1861 nur eine Legislaturperiode im Kongress absolvieren. Diese war von den Ereignissen im unmittelbaren Vorfeld des Bürgerkrieges geprägt.
Zwischen 1861 und 1865 war William Helmick als Chief Clerk of the Pension Office bei der Bundesrentenbehörde angestellt. Danach praktizierte er als Anwalt in der Bundeshauptstadt Washington. Im Jahr 1877 wurde er von Präsident Rutherford B. Hayes zum Friedensrichter ernannt. Er starb am 31. März 1888 in Washington und wurde auf dem dortigen Kongressfriedhof beigesetzt.